# Live April 1’1987
Live April 1’1987 (pierwotnie wydany jako Live April 1,1987) – album koncertowy zespołu Perfect, na którym zarejestrowany jest koncert w gdańskiej hali Olivii, wykonany przez grupę po reaktywacji zespołu w roku 1987. Został wydany na trzech płytach winylowych.

## Lista utworów
Płyta pierwsza
1. Jeszcze nie umarłem
2. Bażancie życie
3. Ale wkoło jest wesoło
4. Autobiografia
5. Wyspa, drzewo, zamek
6. Obracam w palcach złoty pieniądz
7. Opanuj się
8. Jak ja nie lubię historii
9. Wieczorny przegląd moich myśli

Płyta druga
1. Nasza muzyka wzbudza strach
2. Nie patrz jak ja tańczę
3. Nie bój się tego wszystkiego
4. Po co
5. Idź precz
6. Czytanka dla Janka
7. Niewiele ci mogę dać
8. Ja, my, oni
9. Pepe wróć

Płyta trzecia
1. A kysz biała mysz + solo na perkusji
2. Chcemy być sobą
3. Kariera
4. Objazdowe nieme kino
5. Oczy czarne
6. Żywy stąd nie wyjdzie nikt
7. Nie płacz Ewka

## Skład zespołu
- Zbigniew Hołdys – gitara, pianino, wokal
- Grzegorz Markowski – wokal
- Andrzej Urny – gitara
- Piotr Szkudelski – perkusja
- Andrzej Nowicki – gitara basowa